# Chrysler LeBaron GTS
Der Chrysler LeBaron GTS war eine vom US-amerikanischen Automobilhersteller Chrysler von 1984 bis 1989 hergestellte fünftürige Fließhecklimousine mit Frontantrieb. Er stellte das Schwestermodell zum Dodge Lancer dar. In Europa wurde eine Variante dieser Modellreihe als Chrysler GTS verkauft.

## Modellbeschreibung
Der LeBaron GTS basierte auf der H-Plattform und war eine verlängerte Variante der K-Car-Familie. Das Auto hat eine fünftürige Fließheckkarosserie, deren Design sich an das des zeitgenössischen LeBaron Coupé und LeBaron Cabriolet anlehnt. Es wird von Reihenvierzylindermotoren angetrieben, die vorn quer eingebaut sind, und hat Frontantrieb. Der Chrysler LeBaron GTS unterschied sich vom Dodge Lancer nur in Details, insbesondere durch den Dodge-typischen Crosshair-Grill. Ein Parallelmodell bei der Schwestermarke Plymouth gab es nicht.

## Entwicklung
Angeboten wurden ein Basismodell und der LeBaron GTS LS mit gehobener Ausstattung (elektronisches Armaturenbrett, geteilt umlegbare Rücksitzbank usw.). Für den Vortrieb sorgten Chryslers 2,2-Liter-Reihenvierzylinder mit oder ohne Turbolader (100 bzw. 148 PS) im Verein mit Fünfgang-Sportgetriebe oder Dreigangautomatik.
1986 wurde der LS in Premium umbenannt, und als zusätzliches Triebwerk kam Chryslers neuer 2,5-Liter-Vierzylinder ins Programm.
1987 und 1988 gab es nur geringfügige Änderungen an der Ausstattung.
Zum Modelljahr 1989 verlor der Wagen das GTS im Namen, er hieß einfach nur noch LeBaron. Neu waren ein 152 PS starker 2,5-Liter-Turbomotor und eine 177 PS leistende Version des 2,2-Liter-Turbos.
Im Sommer 1989 lief die Fertigung des LeBaron (GTS) aus; bis dahin entstanden etwa 193.000 Stück.

## Versionen für den europäischen Markt
Der in Europa verkaufte Chrysler GTS war in Wirklichkeit ein Dodge Lancer mit Chrysler-Emblemen.